# Giralda
 (mars 2010).
Si vous disposez d'ouvrages ou d'articles de référence ou si vous connaissez des sites web de qualité traitant du thème abordé ici, merci de compléter l'article en donnant les références utiles à sa vérifiabilité et en les liant à la section « Notes et références ».
La Giralda est l'ancien minaret de la grande mosquée almohade de Séville, en Andalousie. Après la reconquête de la ville (la Reconquista), la mosquée a été convertie en cathédrale et la Giralda est devenue le clocher de la cathédrale. À la suite d'un tremblement de terre survenu au XIVe siècle, qui a entraîné la destruction de la mosquée d'origine, les devis de construction de la nouvelle cathédrale Notre-Dame de Séville prévoyaient la préservation de la Giralda, pourtant modifiée en fonction du style architectural espagnol. C'est l'un des monuments les plus importants de l'architecture Almohade et la figure symbolique de Séville, à tel point qu'une règle implicite d'urbanisme de la ville interdit à tout autre bâtiment du centre de la capitale andalouse d'atteindre sa hauteur.

## Histoire

### La grande mosquée de Séville
L'emplacement actuel de la cathédrale de Séville fut jadis occupé par des temples successifs. Les Wisigoths y établirent une première église, qui est détruite lors des premiers temps de la présence musulmane dans la péninsule Ibérique. Un édifice de faibles proportions semble être venu en substitution de l'ancien temple wisigothique.
Au IXe siècle, sous le règne de l'émir Abd al-Rahman II, est édifiée la première grande mosquée de Séville, à l'emplacement actuel de l'église du Salvador, non loin de la cathédrale. Il faut en réalité attendre les Almohades pour que soit bâtie la grande mosquée dont la Giralda constitue l'héritage le plus précieux. Au XIIe siècle, les Almohades, fraîchement débarqués du Maghreb, décident de faire de la cité leur capitale, laquelle se peuple de plus en plus généreusement et renforce sa splendeur et son prestige. Voulant doter sa capitale d'une mosquée plus vaste et digne du rang de la ville, le calife Abu Yaqub Yusuf décide d'édifier un nouvel édifice à l'endroit même où se dresse aujourd'hui la cathédrale.
Les travaux sont menés par l'architecte Ahmad Ben Baso (es), qui commence la construction en 1172, pour en terminer le gros œuvre quatre ans plus tard. Le bâtiment inauguré en 1182, est conçu selon un plan rectangulaire, à dix-sept vaisseaux orientés nord-sud et supportés par des arcs outrepassés brisés. Comme dans tout édifice musulman, une cour intérieure borde la salle de prière : les restes intègrent l'actuelle cour des Orangers.

### La Giralda

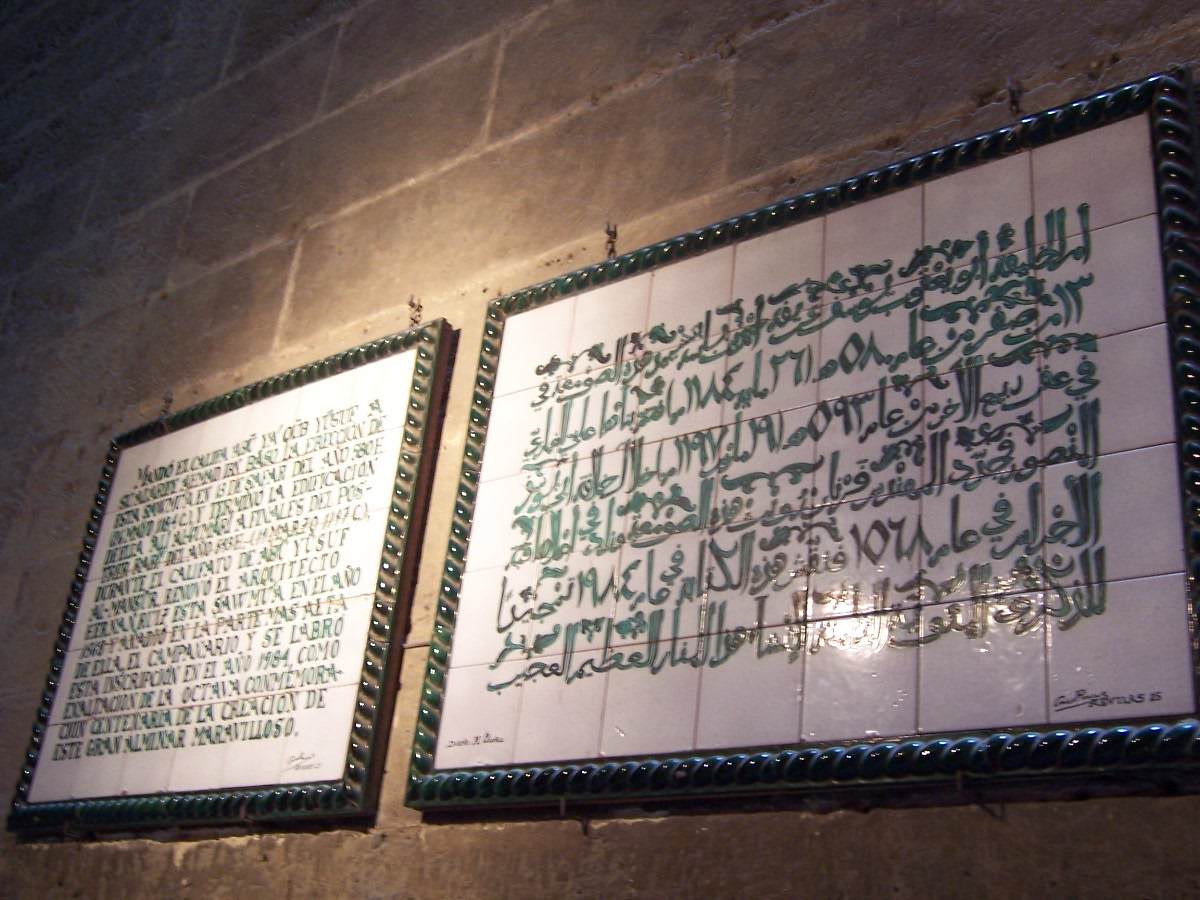
Inscription à l'intérieur de la Giralda

En 1184, le calife Abu Yaqub Yusuf charge le même architecte d'accoler un gigantesque minaret à la mosquée, sur le modèle d'édifices almohades similaires : la Koutoubia de Marrakech et la tour Hassan de Rabat. L'œuvre est achevée en 1198, par un architecte du nom d'Ali de Gómara, neveu du précédent. La tour mesure alors 97,5 mètres de hauteur et est couronnée de quatre sphères de cuivre superposées de diamètre décroissant de bas en haut. La Giralda est alors un des monuments les plus fastueux et les plus admirés d'Al Andalus. En entrant dans la ville en novembre 1248, les troupes chrétiennes du roi Ferdinand III sont émerveillées, comme en témoigne la Estoria de España :
« Et pues de la torre de Sancta Maria todas las sus noblezas, et de quan grant la beltad et el alteza et la su grant nobleza es : [...] »
En 1356, un tremblement de terre secoue la ville : la Giralda perd son couronnement de cuivre et la mosquée subit d'irréparables dommages, qui amènent le chapitre à décider de sa destruction en 1401. Le sommet de la Giralda est provisoirement surmonté d'une modeste toiture. En 1558, l'architecte Hernán Ruiz II se voit confier par le chapitre la tâche de concevoir un clocher à bâtir au sommet de la tour. Le projet de l'artiste est achevé en dix années. En 1568, les travaux se terminent par la pose de la statue de la Foi, coulée en bronze par Bartolomé Morel, d'après un dessin original du peintre Luis de Vargas.
Cette statue, qui tourne sur son socle au gré des vents et fait office de girouette, est rapidement surnommée la Giralda (« la Tournante ») et c'est sous ce nom qu'elle est désignée en 1603 dans El viaje entretenido de Rojas Villandrando et en 1615 dans la seconde partie de Don Quichotte. Au XVIIIe siècle, le nom s'applique à l'ensemble de la tour, la statue de la Foi prenant désormais le nom de Giraldillo.

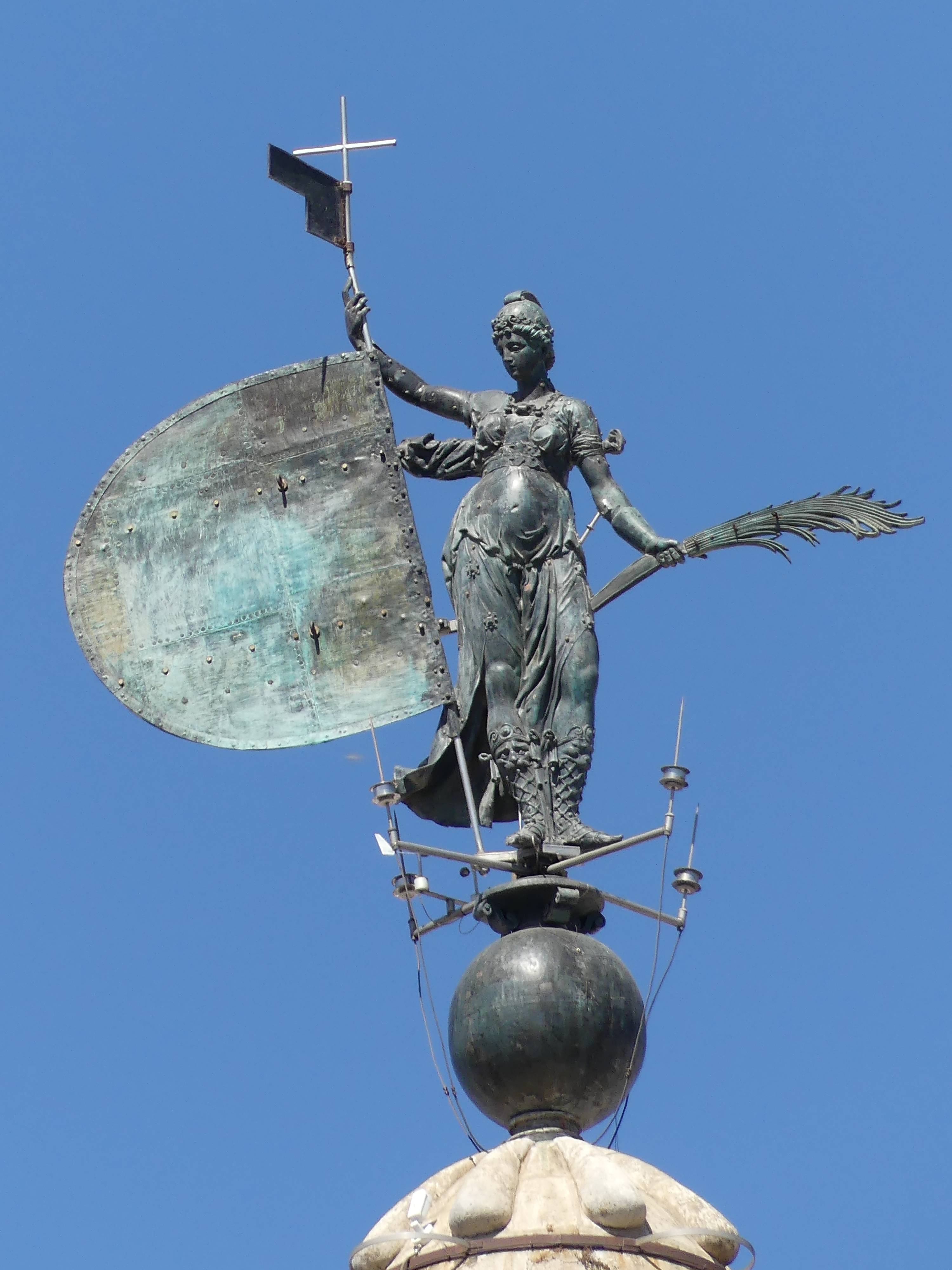
La statue-girouette de la Giralda.

Depuis les travaux du XVIe siècle, seules quelques menues modifications apportées au cours du XIXe siècle ont modifié l'aspect de l'édifice : suppression de certaines décorations almohades notamment.
La tour, qui sert de défense à la cathédrale au Moyen Âge (elle est également utilisée, entre autres, plus tard comme logement des carillonneurs), n'a plus aujourd'hui d'autre fonction que celle de campanile et de belvédère touristique. Elle constitue toujours un symbole fort de la ville et de son identité.
La Giralda est inscrite en 1928, au Patrimoine national espagnol, puis intègre en 1987, la liste du patrimoine mondial de l’humanité. L'architecture du Ferry Building (1898) à San Francisco s'inspire de la Giralda.

## Architecture

### Structure

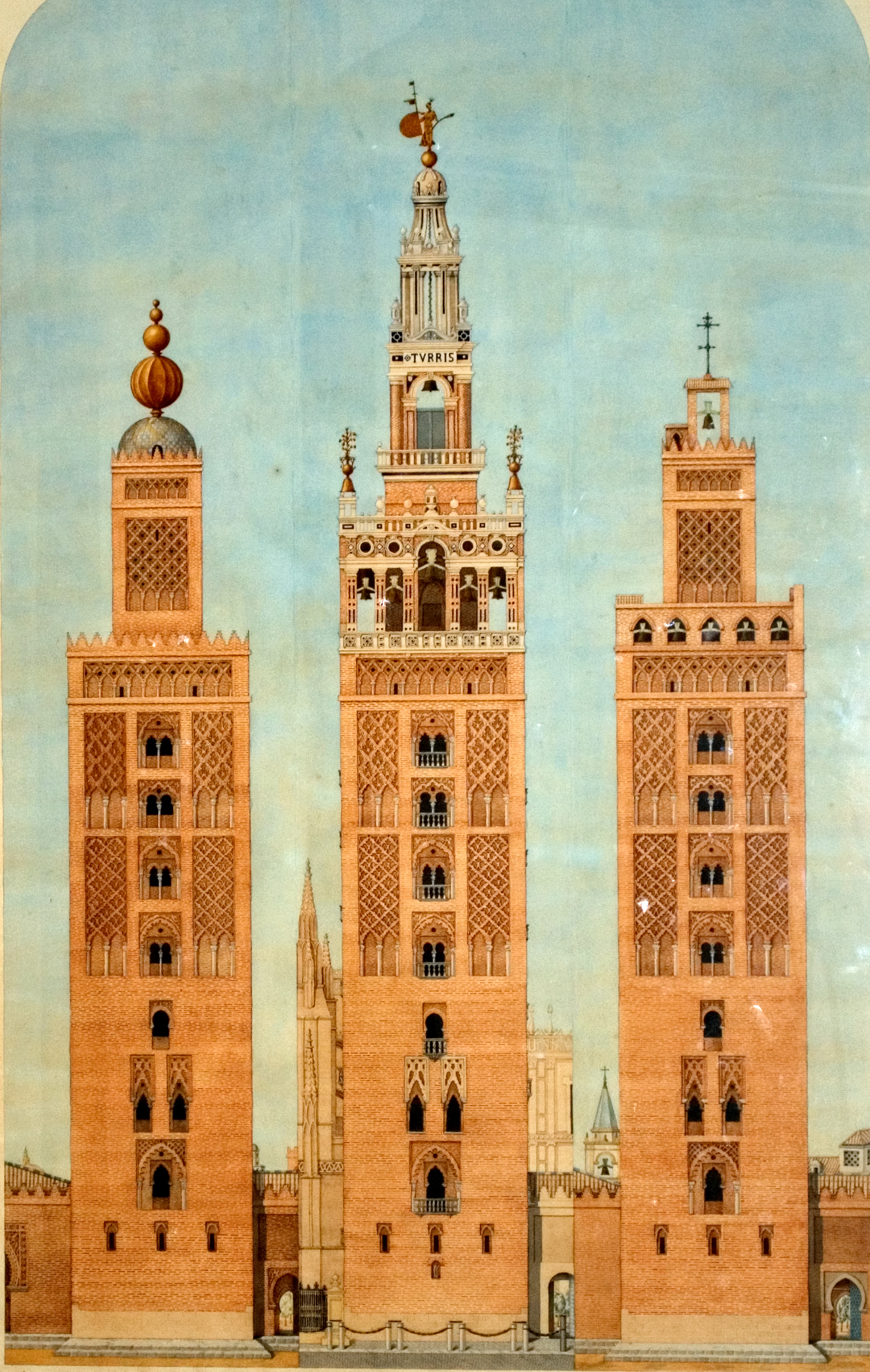
Les trois états de la Giralda

L'architecte de la Giralda conçut une tour carrée de 13,61 mètres de côté, en se servant pour les fondations et la partie basse de la tour, de pierres issues de monuments romains. Le reste est bâti en brique, comme souvent dans l'architecture almohade. En réalité, il s'agit de deux tours imbriquées l'une dans l'autre : une tour de côté plus réduit s'inscrit dans le carré plus vaste de la tour extérieure. L’espace compris entre les deux structures est occupé par un escalier carré, constitué d'une succession de 35 rampes droites en pente douce, afin d'accéder à la terrasse supérieure. Le choix d’une rampe plutôt que de marches devait permettre de monter à cheval (une tradition populaire prétend que le muezzin, étant âgé et obligé de monter cinq fois par jour pour les prières, voulait pouvoir le faire à dos de mule). La tour intérieure est par ailleurs occupée par plusieurs pièces réparties sur cinq niveaux.

### Décoration
Les Almohades, dynastie maghrébine fondée au XIe siècle par Abd al-Mumin, se caractérisent par leur engagement pour un islam puritain. Ce souci de la simplicité se retrouve dans l’architecture, souvent austère, caractérisée par la sobriété et la discrétion des éléments de décoration, compensée par une maîtrise totale des proportions et des lignes, conférant une silhouette souvent majestueuse et imposante aux monuments.
La Giralda n’échappe pas à cette règle. La simplicité des formes, et leur puissance, s’accompagnent ici de quelques éléments ornementaux savamment répartis, et exécutés dans le même matériau de construction que l’édifice lui-même, à savoir la brique. Cette décoration se concentre essentiellement dans la partie supérieure de la tour. On remarque la présence sur chaque côté, de fenêtres géminées à meneaux, à arcatures stylisées (outrepassés ou brisés en pointe), couronnées d’un arc polylobé brisé. Ces baies sont entourées de vastes panneaux de brique formant un réseau de complexes compositions géométriques faites de losanges aux lignes incurvées appelées sebka. Enfin, la partie supérieure de la tour almohade est recouverte d’une frise de brique, constituée d’une série d’arcatures aveugles en pointe.
L'alliance des lignes maîtresses de la Giralda, et de la décoration discrète et élégante, confère à l'ensemble une impression d'une grande simplicité et d'un grand raffinement, manifeste dans la maîtrise des proportions et de l'équilibre nécessaire entre architecture et ornementation.

### Le sommet
Le sommet de la tour a été complètement réaménagé et agrandi au XVIe siècle, dans un style Renaissance espagnol. La partie basse est organisée en campanile en terrasse, où ont été installées la plupart des cloches. Cette partie est surmontée d’une autre terrasse de mêmes dimensions, où prend place un clocher de plan plus réduit, constitué de trois niveaux décroissants. Le tout est couronné de la statue de la Foi victorieuse, haute de sept mètres (quatre sans son piédestal).
Avec tous ces éléments, la tour s’élève à 104,1 mètres.

## Les cloches
La Giralda possède vingt-quatre cloches au total. Parmi ces cloches les six plus grosses sont fixes et invisibles depuis l'extérieur, accrochées au mur de la terrasse. Parmi elles, se trouvent les deux grandes cloches historiques « Santa Maria La Mayor » (le bourdon) et « San Miguel », datant de 1588 et de 1792, qui sont situées sur les faces orientale et occidentale, ainsi que quatre cloches supplémentaires datant de 1438, 1500, 1599 et 1764.
Les dix-huit autres cloches sont fixées dans les ouvertures de la terrasse. Les faces nord et sud en possèdent cinq chacune, les faces est et ouest en possèdent quatre chacune. Ces cloches datent de différentes époques, les dernières, rajoutées en 1992 et en 1998, portent le total des cloches de volée à dix-huit.
Ces dix-huit cloches sonnent en « volée tournante » (les cloches effectuent un tour complet) comme il est d'usage en Espagne. La sonnerie de l'ensemble de ces cloches (le « plenum », sonné à l'occasion des grandes fêtes religieuses), est particulièrement impressionnante.

## Galerie

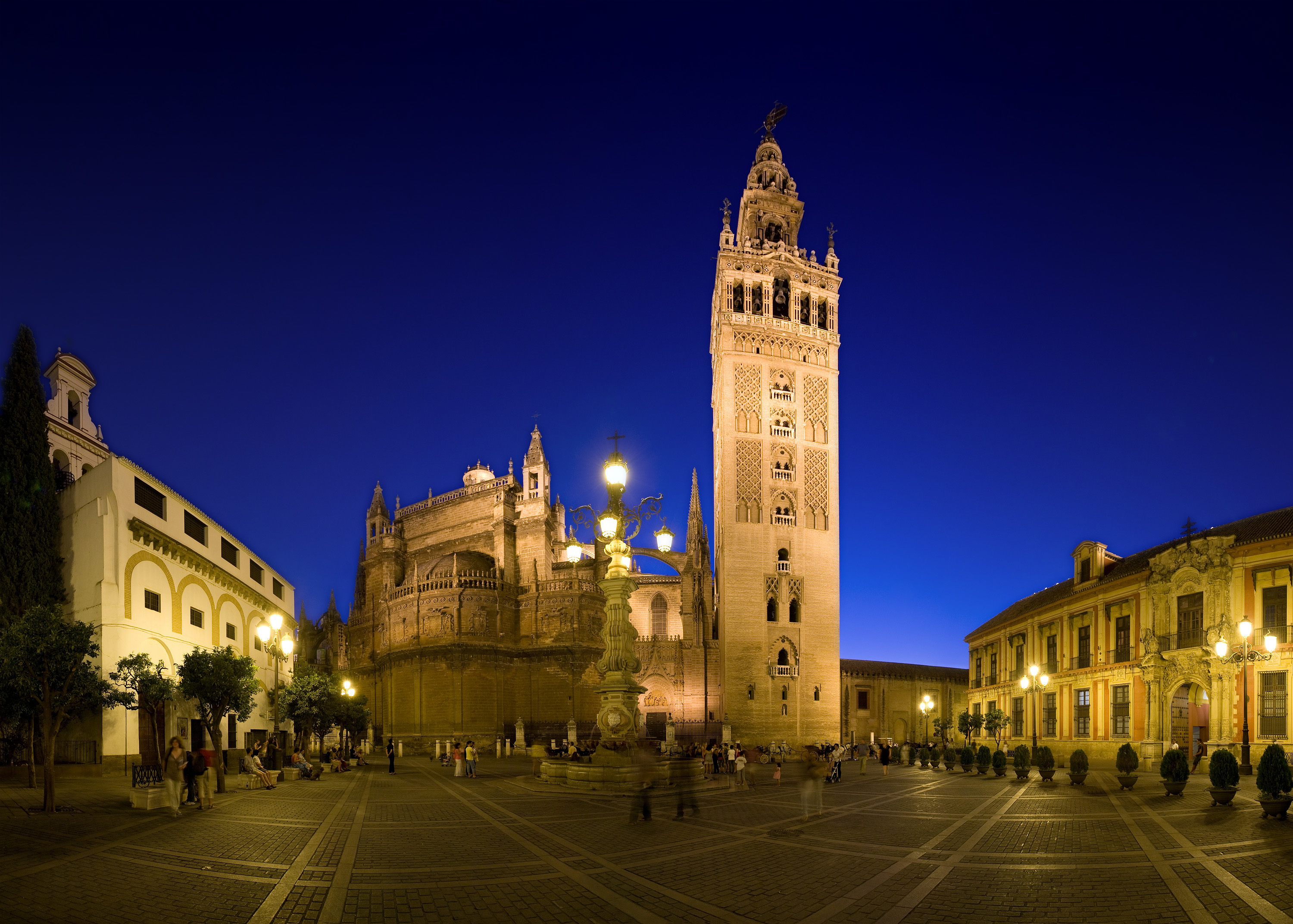
Vue générale de la Giralda.
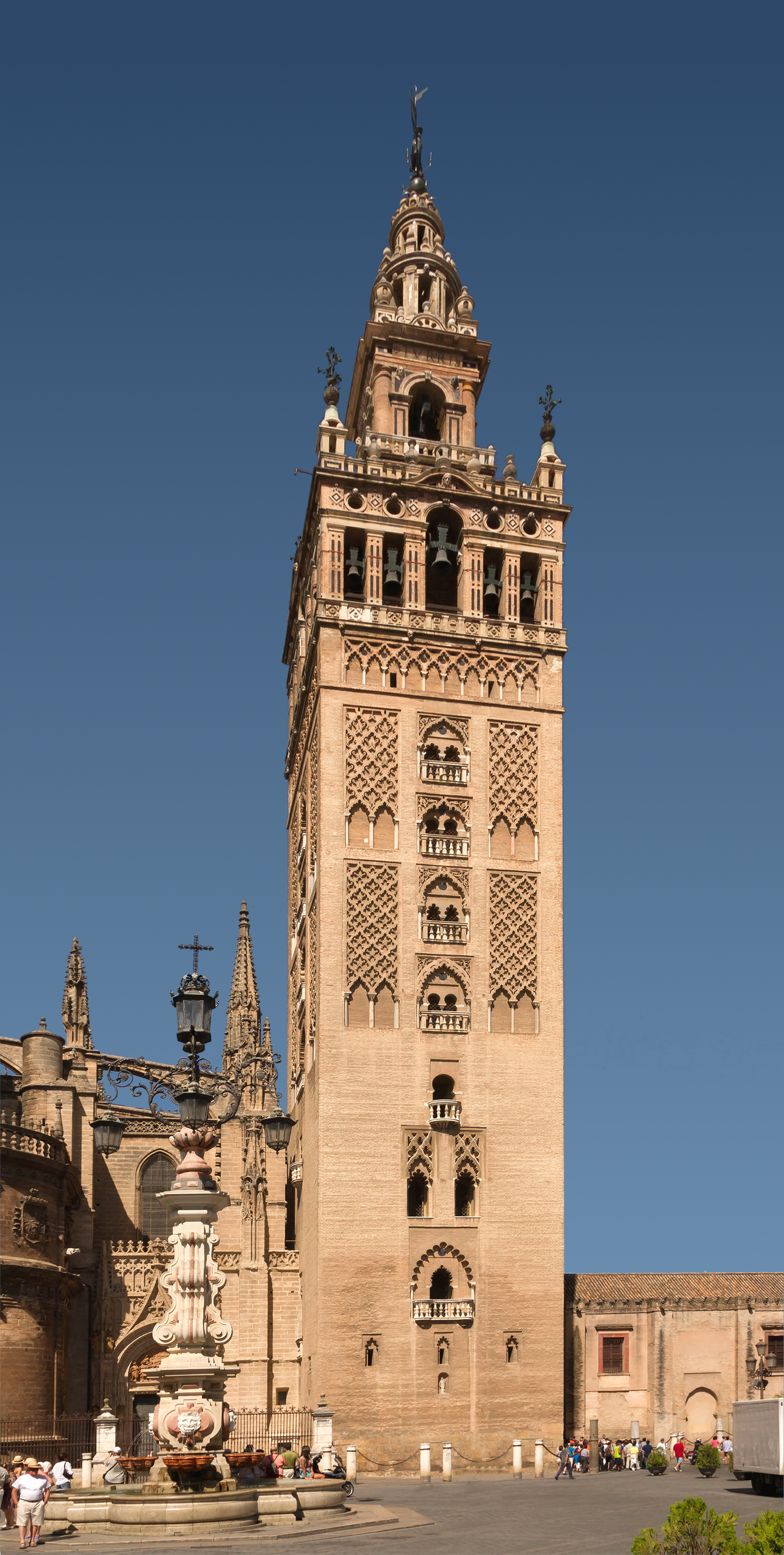
La Giralda en pied.
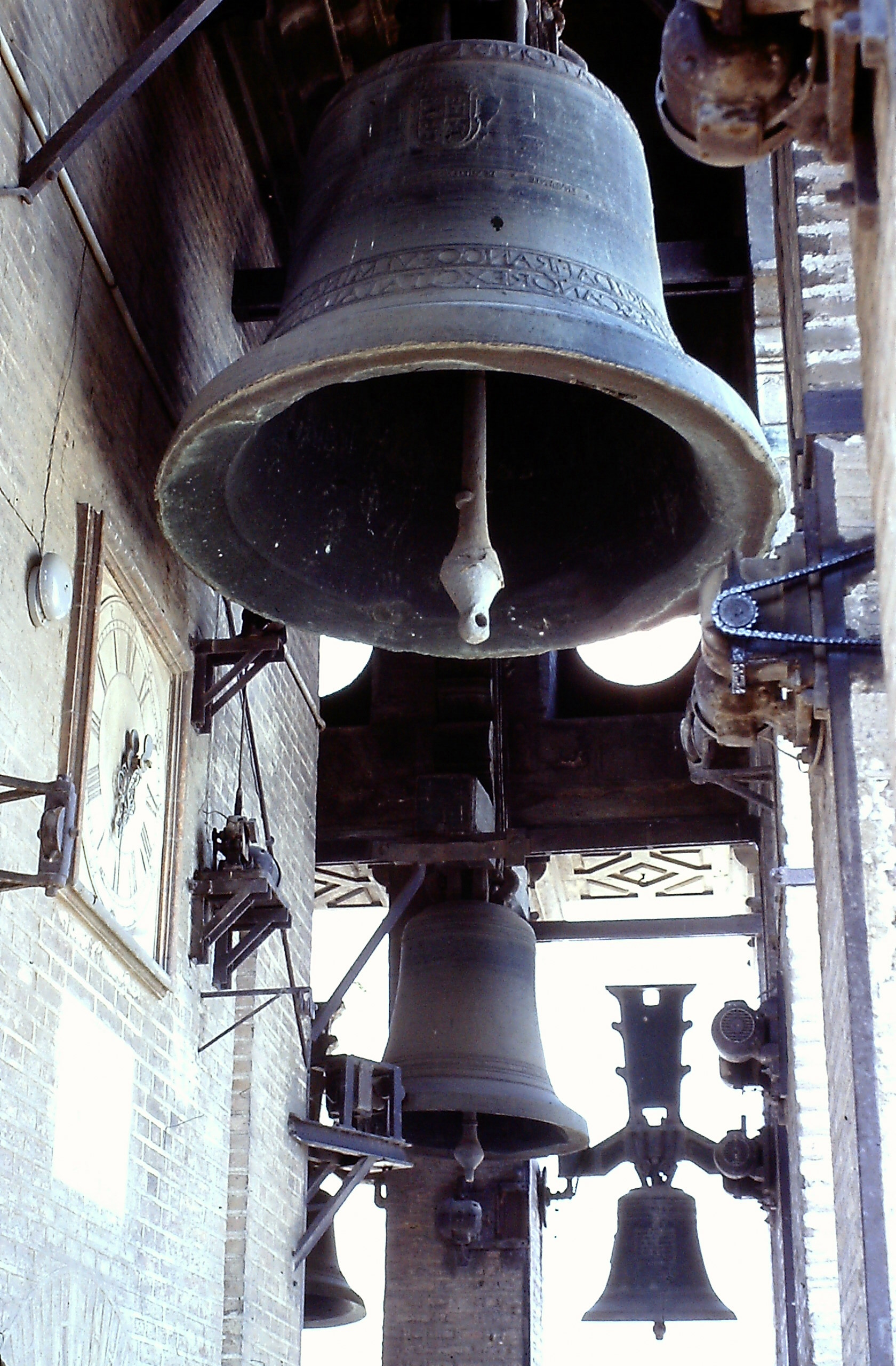
Cloches de la cathédrale de Séville, Giralda, 1988.
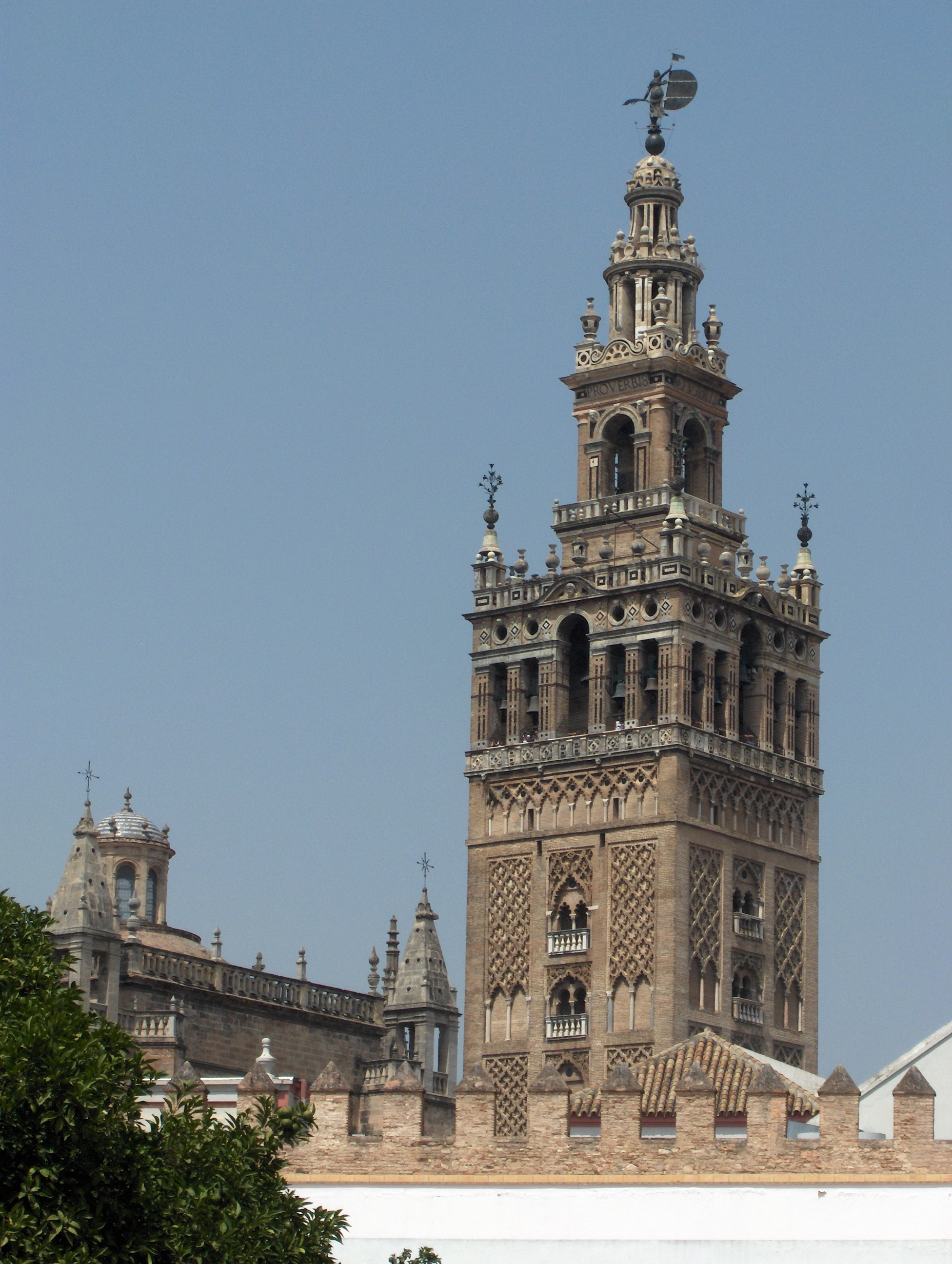
Le sommet de la Giralda.
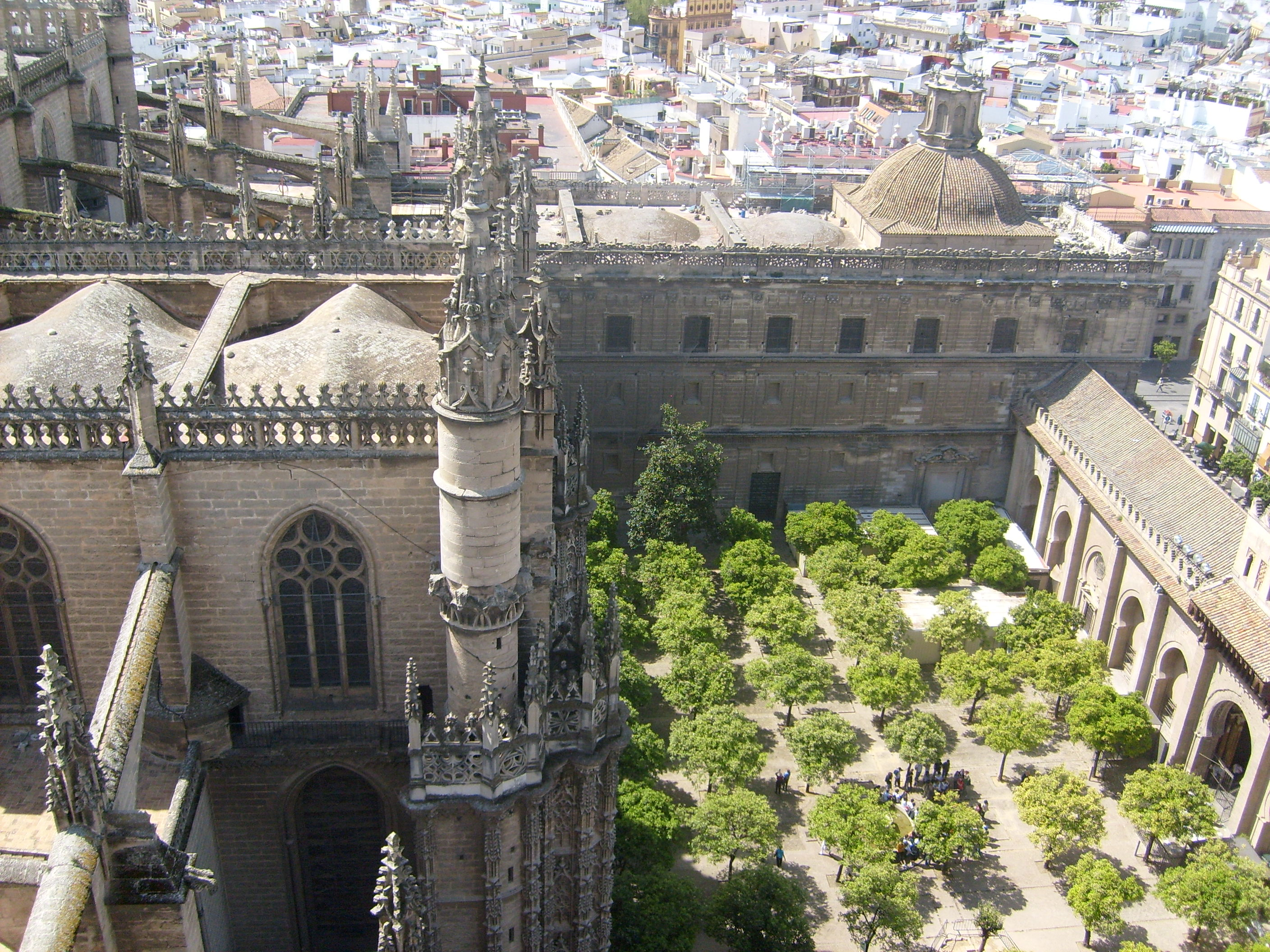
Vue de la cour des orangers.
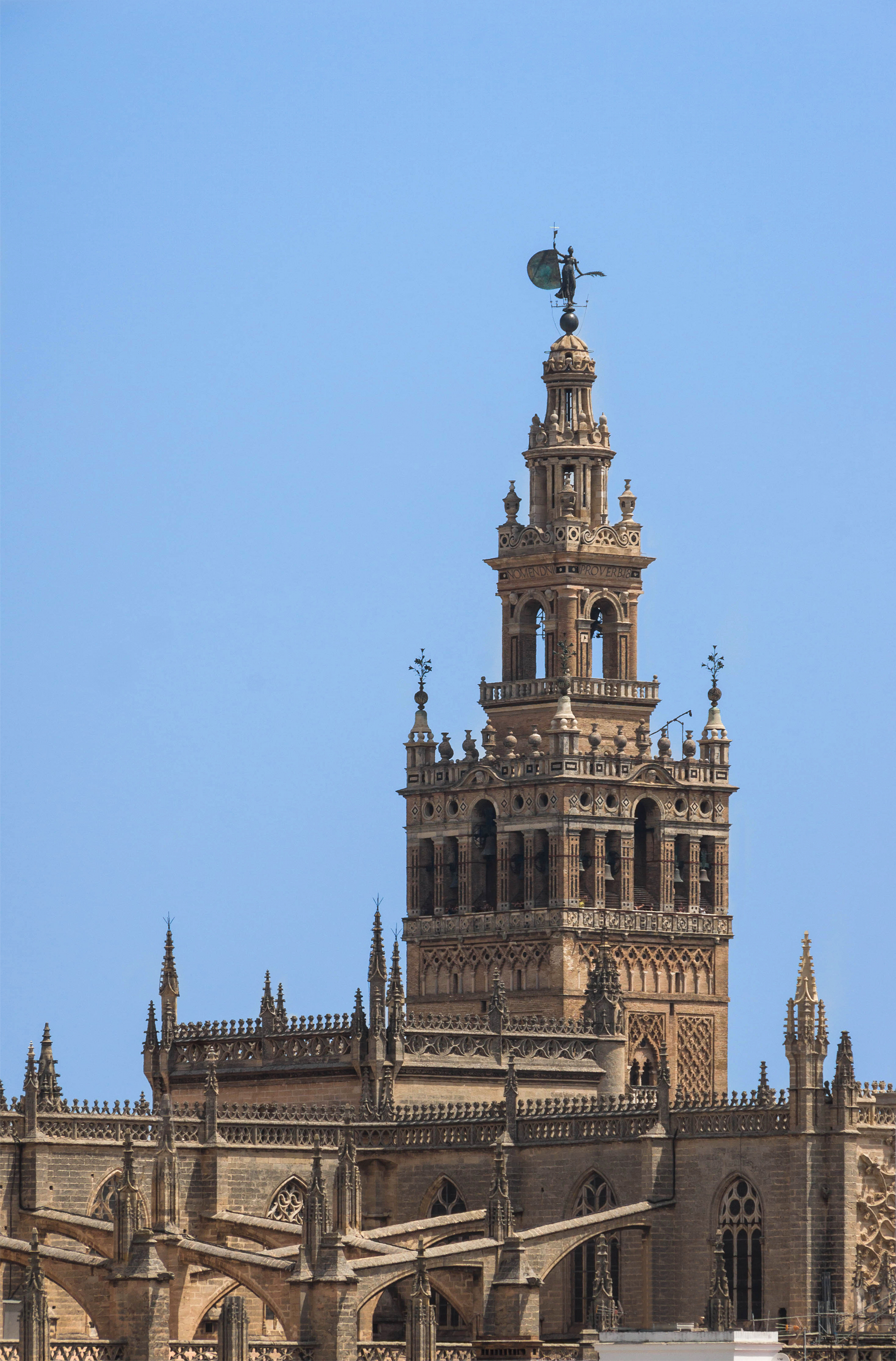
La Giralda et la cathédrale
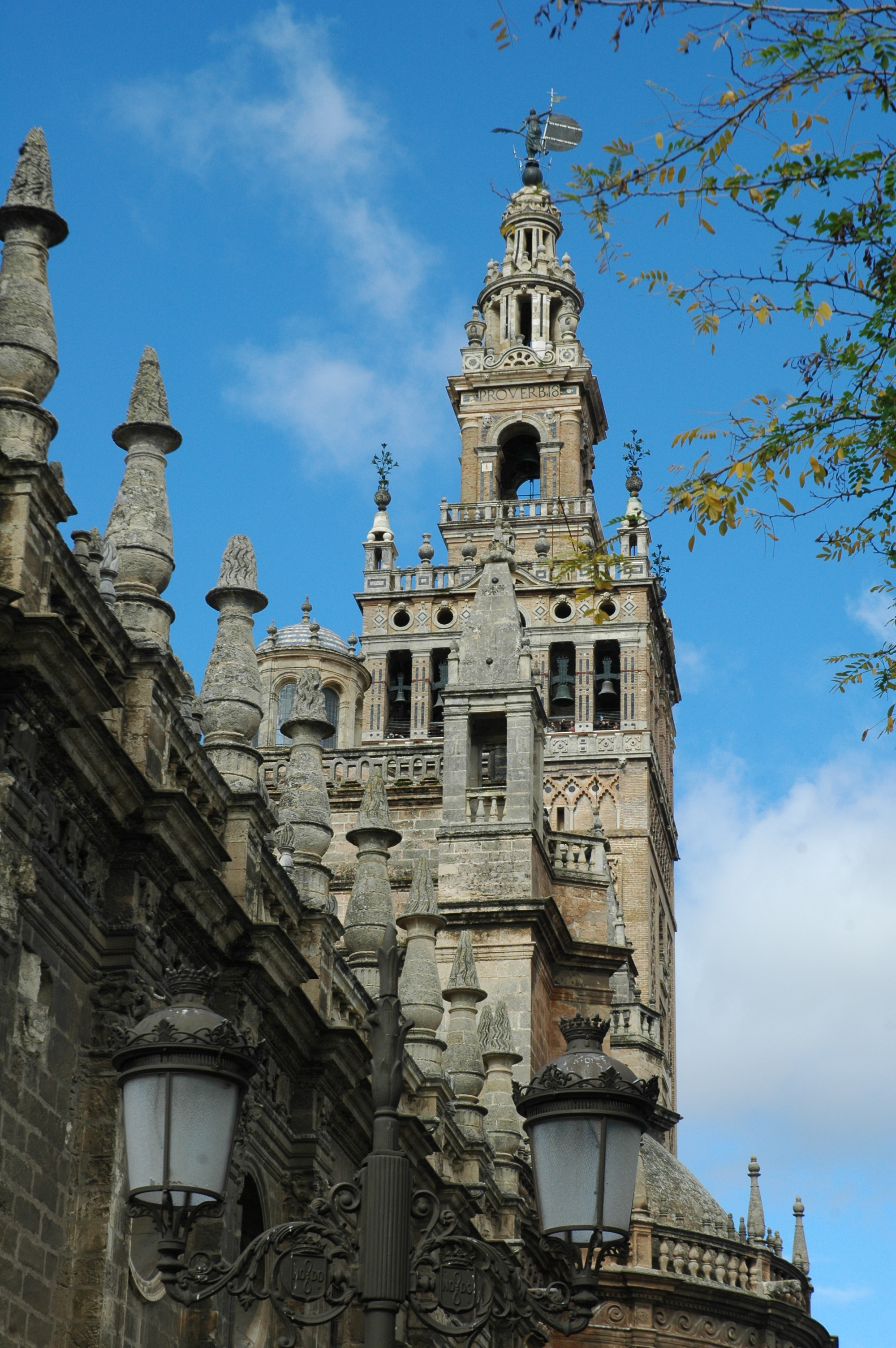
Vue sur la Giralda
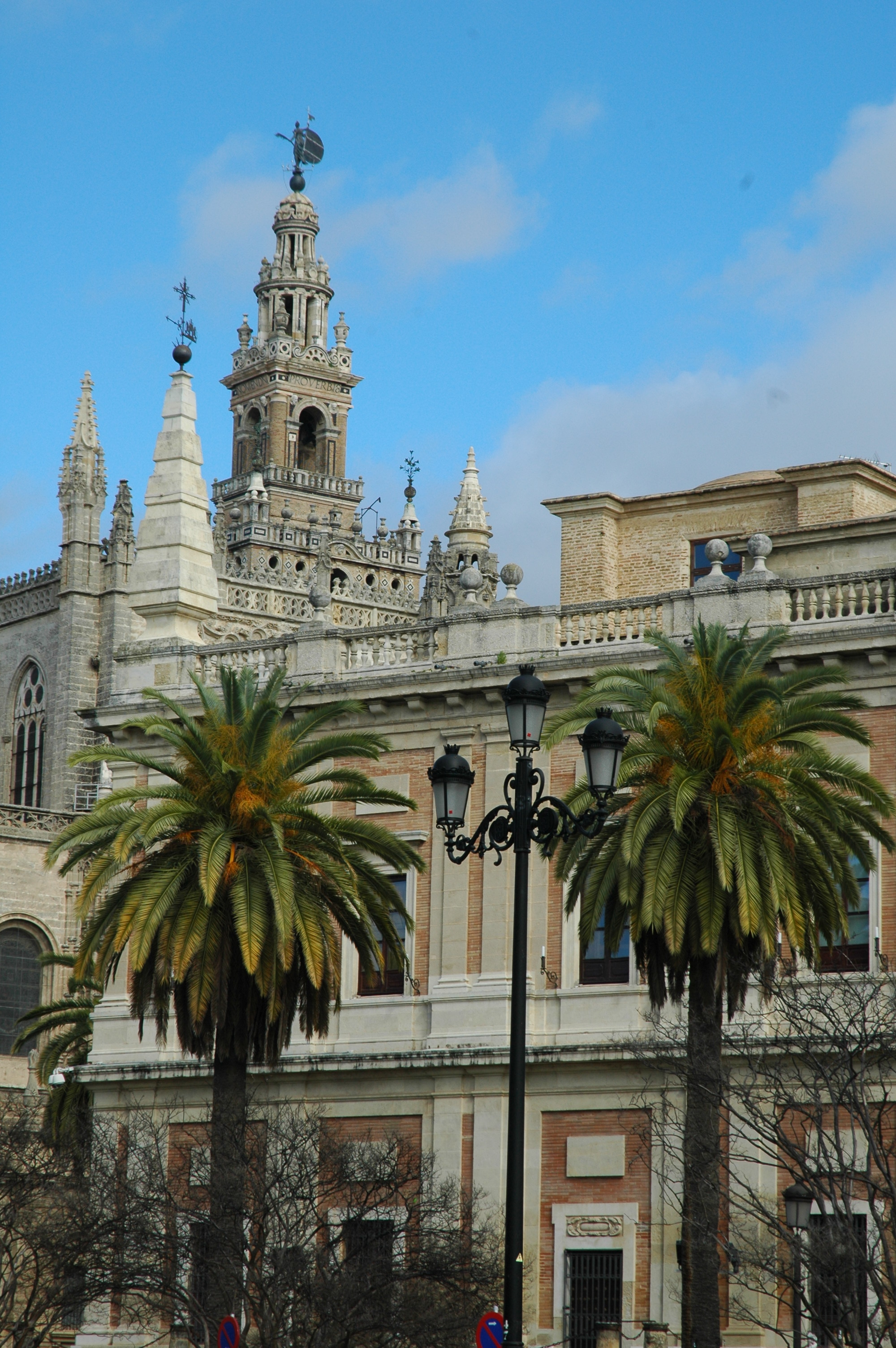
Vers la Cathédrale, la Giralda annonce son arrivée
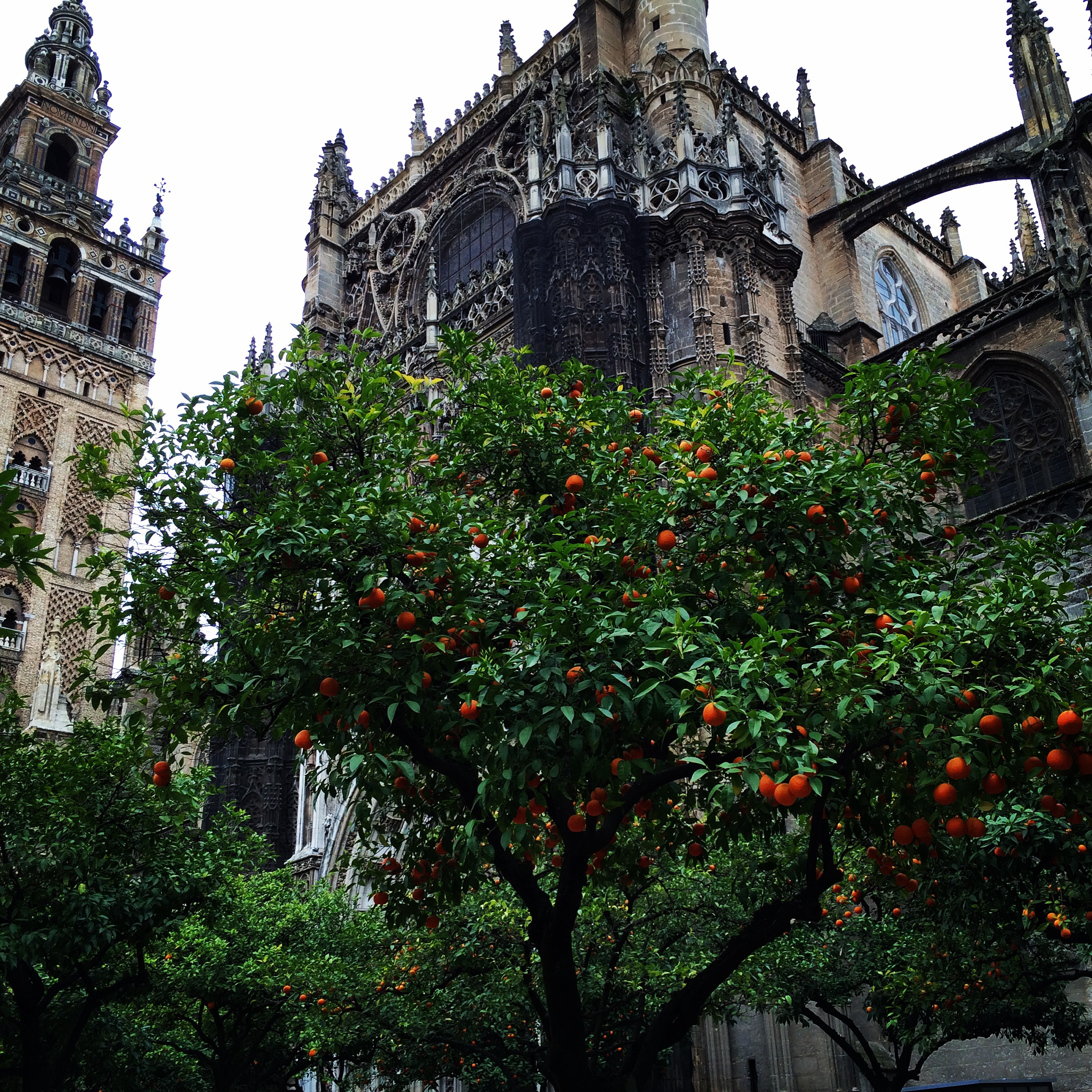
La Giralda et la cathédrale depuis le Patio de los Naranjos